# Johann Hildebrand (Musiker)
Johann Hildebrand (* (um den) 25. Juni 1614 in Pretzsch; † (beigesetzt) 5. Juli 1684 in Eilenburg) war ein deutscher Musiker, Komponist und Dichter.

## Biografie
Hildebrand  war ein Sohn des Organisten Tobias Hildebrand und der Pastorentochter Maria geb. Wanckel. Nach dem Besuch der Pretzscher Schule absolvierte er eine fünfjährige Lehre als Organist, wohl zuerst bei seinem Vater und später bei weiteren Organisten. 1637 übernahm er die Organistenstelle an St. Nikolai in Eilenburg, die er bis zu seinem Tod innehatte.
Er gab ab 1676 dem Sohn des Eilenburger Stadtpfeifers Heinrich Zachow, das war Friedrich Wilhelm Zachow, Orgelunterricht und legte damit den Grundstein zu dessen erfolgreicher Laufbahn.
Er machte sich als Komponist und Dichter einen Namen.
Für seine Verdienste erhielt er den Ehrentitel Kurfürstlicher Hofmusikus.

## Werke
- Kriegs-Angst-Seufftzer mit 1. Stimme sampt beygefügten Basso Continuo, bey itzigen grundbösen Kriegerischen Zeiten instendig zugebrauchen .... Leipzig 1645.
- Letzte Ehren-Seule Dem Ehrwürdigen / Vor Achtbaren / und Wolgelahrten Herren M. Martin Rinckarten / mit Ruhm gekrönten weitberühmten Poeten / treu fleissigen und bey dieser Stadt Eilenberg sehr wolverdienten / Alt-verlebten Mit-Arbeiter am Wort Gottes / Auffgesetzt am Tage seyner Seligen Hinfahrt / war der achte MonatsTag Decembris / vor Mittage gegen 9. Uhr / dieses friedlichen Jahres / von seinem BeichtKinde und hertzlich-gemeynten Johan Hildebranden Organisten daselbst. Leipzig 1649 (Digitalisat).
- Geistliche Zeitvertreiber. Leipzig 1656 (eine Sammlung von 50 vierstimmigen Psalmliedern u. a. von H. Schütz, P. Kessler, P. Reich, P. Stockmann, Teschner).
- In deutsche Reime übersetzter Jesus Syrach. Halle 1662 (mehrmals neu aufgelegt).